# Mimètids
Els mimètids (Mimetidae) són una família d'aranyes araneomorfes.

## Descripció i comportament
Són normalment de color groc i marró i fan entre 3 i 7 mm de llargada. Es caracteritzen per les files de pèls en les seves llargues potes davanteres, que consisteix en una llarga espina, seguida per una sèrie de pèls progressivament més curts.
Els mimètids normalment cacen altres aranyes movent els fils de la teranyina de la seva presa per simular els moviments d'un insecte atrapat. Quan la seva presa ve a investigar, la capturen i se la mengen. Per això en anglès les anomenen pirate spiders (aranyes pirata). També s'han observat mimètids que s'alimenten d'insectes. Els hàbits d'alimentació de les aranyes presenta problemes en l'aparellament, i se sap ben poc com fan els mascles la cort a les femelles per evitar ser devorats. Tanmateix, alguns mimètids mascles del gènere Gelanor, de l'Amèrica del Sud, tenen uns apèndixs enormement llargs que fan servir per inseminar les femelles.

## Sistemàtica
Amb la informació recollida fins al 31 d'agost de 2006 i hi ha citats 12 gèneres i 152 espècies, de les quals la majoria formen part dels gèneres Mimetus (61) i Ero (38 espècies). La seva distribució, força ampla, abasta Europa, una gran part d'Amèrica i Àsia, i algunes zones d'Àfrica i Oceania.
La categorització en subfamílies segueix les propostes de Joel Hallan en el seu Biology Catalog.

### Gelaninae
Simon, 1881
- Arochoides Mello-Leitão, 1935 (Brasil)
- Gelanor Thorell, 1869 (Sud i Centreamèrica)

### Melaenosiinae
- Kratochvilia Strand, 1934 (illa de Príncipe)
- Melaenosia Simon, 1906 (Índia)

### Mimetinae
Simon, 1881
- Arocha Simon, 1893 (Perú, Brasil)
- Australomimetus Heimer, 1986 (Austràlia)
- Ero C. L. Koch, 1836 (Zona Paleàrtica, Àfrica, Sud-amèrica, EUA, Àsia, Austràlia)
- Mimetus Hentz, 1832 (arreu del món)
- Phobetinus Simon, 1895 (Vietnam, Sri Lanka)
- Reo Brignoli, 1979 (EUA, Kenya)

### Oarcinae
Simon, 1890
- Gnolus Simon, 1879 (Sud-amèrica)
- Oarces Simon, 1879 (Sud-amèrica)

### Superfamília Mimetoidea
Els mimètids havien format part de la superfamília dels mimetoïdeus (Mimetoidea), al costat dels malkàrids. En alguns casos se'ls havia agrupat en les superfamílies dels araneoïdeus o dels palpimanoïdeus.
Les aranyes, tradicionalment, havien estat classificades en famílies que van ser agrupades en superfamílies. Quan es van aplicar anàlisis més rigorosos, com la cladística, es va fer evident que la major part de les principals agrupacions utilitzades durant el segle XX no eren compatibles amb les noves dades. Actualment, els llistats d'aranyes, com ara el World Spider Catalog, ja ignoren la classificació de superfamílies.